# Краон (Мајен)
Краон (фр. Craon) насеље је и општина у западној Француској у региону Лоара, у департману Мајен која припада префектури Шато Гонтје.
По подацима из 2011. године у општини је живело 4522 становника, а густина насељености је износила 184,12 становника/km². Општина се простире на површини од 24,56 km². Налази се на средњој надморској висини од 40 метара (максималној 83 m, а минималној 32 m).

## Демографија
| 1962. | 1968. | 1975. | 1982. | 1990. | 1999. | 2011. |
| ----- | ----- | ----- | ----- | ----- | ----- | ----- |
| 4.146 | 4.482 | 4.661 | 4.829 | 4.767 | 4.659 | 4.522 |

График промене броја становника у току последњих година